# Lipinia relicta
Lipinia relicta là một loài thằn lằn trong họ Scincidae. Loài này được Vinciguerra mô tả khoa học đầu tiên năm 1892.